# Abzweigdose

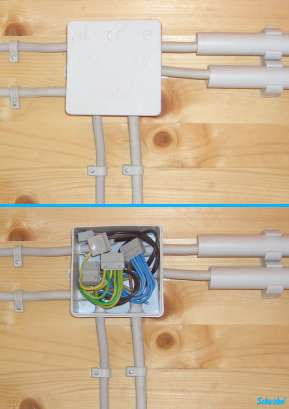
Abzweigdose in IP54-Aufputzausführung; oben geschlossen, unten geöffnet mit Federkraftklemme

Eine Abzweigdose (auch als Verteilerdose, Geräteeinbaudose oder Verbindungsdose – in Deutschland normgerecht als Installationsdose bezeichnet) wird bei Elektroinstallationen eingesetzt, um mehrere elektrische Leitungen zusammenzuführen. In der Schweiz ist eine Abzweigdose eine Unterart der Installationsdose, wozu neben Abzweigdosen auch Einlassdosen gehören.
In Deutschland muss sie der Norm DIN VDE 0606-1 entsprechen.

## Aufbau und Funktion
In Abzweigdosen laufen die Leitungen von Steckdosen, Leuchten, Schaltern der Unterverteilung und anderen fest installierten Geräten und Verbrauchern zusammen. Die Schalter selber sitzen in eigenen Gerätedosen. Die Leiteranschlüsse werden entsprechend der zu realisierenden Schaltung (zum Beispiel Tasterschaltung, Kreuzschaltung, Ausschaltung) miteinander verbunden. Ähnliche Funktionen haben auch Klemmkästen und Verteilerkästen.
Abzweigdosen gibt es in Unterputz-, in Aufputz- und in Hohlwandausführung. Aufputz-Abzweigdosen werden zum Beispiel häufig bei der Feuchtraum-Installation, in Außenanlagen oder in Kellerräumen eingesetzt. In Wohnräumen werden normalerweise Unterputz-Abzweigdosen verwendet, die sich typisch innerhalb der Installationszonen und häufig in Deckennähe befinden. Für Verbindungen von Leitern in Dosen dienen entweder in der Lage fixierte Klemmen oder lose isolierte Einzelklemmen als Schraubklemme oder als schraubenlose Klemme.
Folgende Kenngrößen werden innen auf den Deckeln von im Baumarkt gekauften Dosen angegeben (2018; je nach Hersteller gibt es geringe Abweichungen):
- Dose 75×75×40: 1,5² (6 Klemmen, 18 Leiter), 2,5² (5 Klemmen, 15 Leiter)
- Dose 85×85×40: 1,5² (6 Klemmen, 20 Leiter), 2,5² (5 Klemmen, 15 Leiter)
- Dose 100×100×40: 1,5² (6 Klemmen, 20 Leiter), 2,5² (5 Klemmen, 15 Leiter)

Es fällt auf, dass die Angaben nicht mit dem Volumen der Dosen korrelieren.
Installationsdosen in Ausführung für den Geräteeinbau (Schalter, Steckdosen usw.) gibt es auch in tieferer Bauform und bieten so zusätzlichen Platz für Klemmen, was manche zusätzliche reine Verteilerdosen erübrigen kann.
Robuste Abzweigdosen werden als Klemmenkasten bezeichnet und sind in Industrieanlagen, Spezialfahrzeugen, Schiffen usw. eingesetzt, sie fallen nicht in die Kategorie der Abzweig- und Installationsdosen.

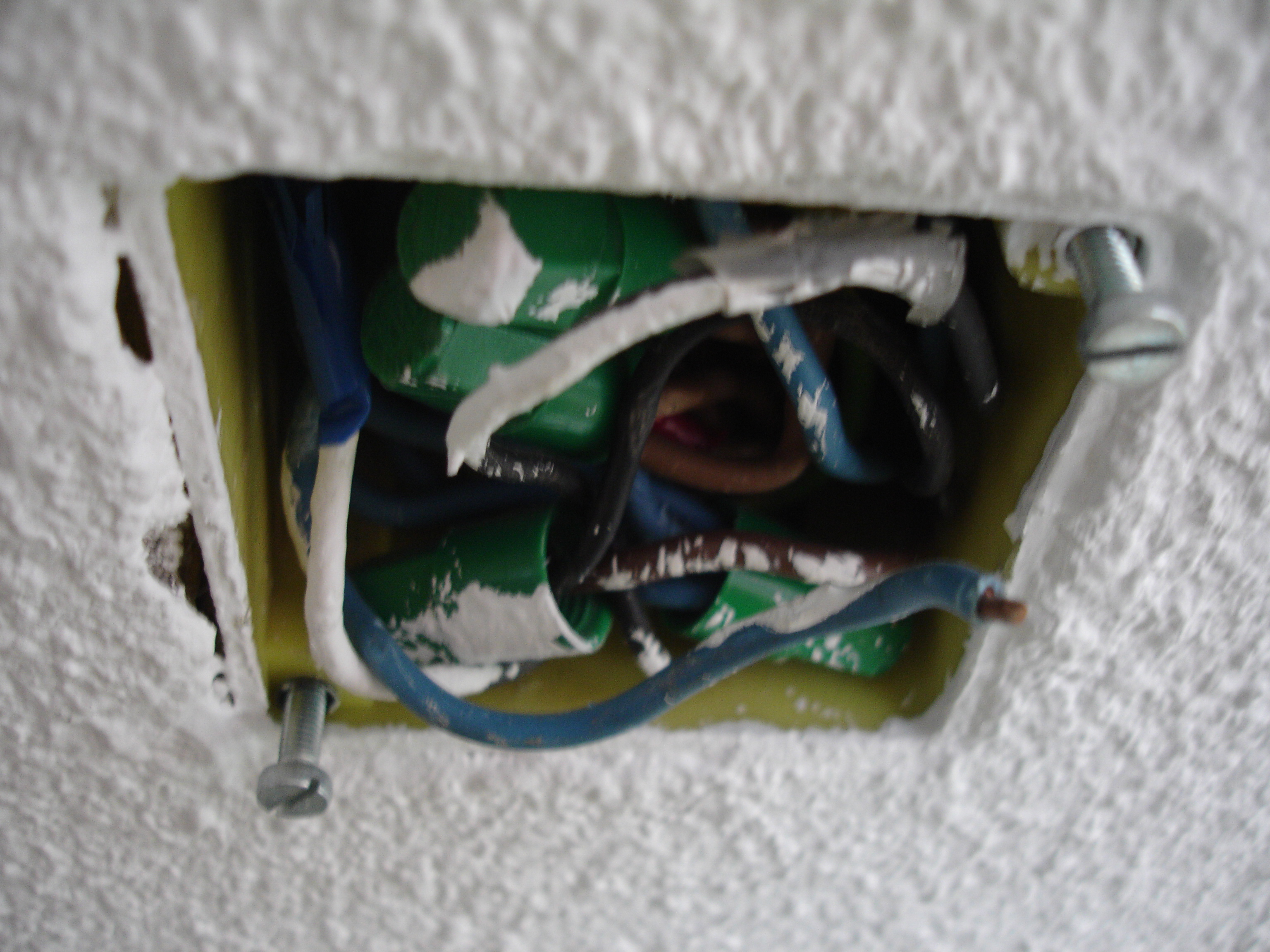
Unterputz-Abzweigdose mit Drehklemmen

## Material
Abzweigdosen für die Hausinstallation bestehen heute aus flammhemmend ausgerüstetem Thermoplast. Früher wurde auch Bakelit oder mit Teerpappe ausgekleidetes Blech verwendet. Aufputz-Abzweigdosen für Feuchtraum-Anwendung besitzen Gummimuffen für die Aufnahme der Kabelmäntel, teilweise werden auch wie früher Stopfbuchsen verwendet. Für strapazierte Bereiche (Außeneinsatz, Fahrzeuge und Schiffe) werden Abzweigdosen auch aus Aluminium-Druckguss gefertigt. Diese sind wahlweise mit Stopfbuchsen oder mit Gewinde (früher einheitlich PG heute zunehmend metrisch) für Kabelverschraubungen ausgestattet.

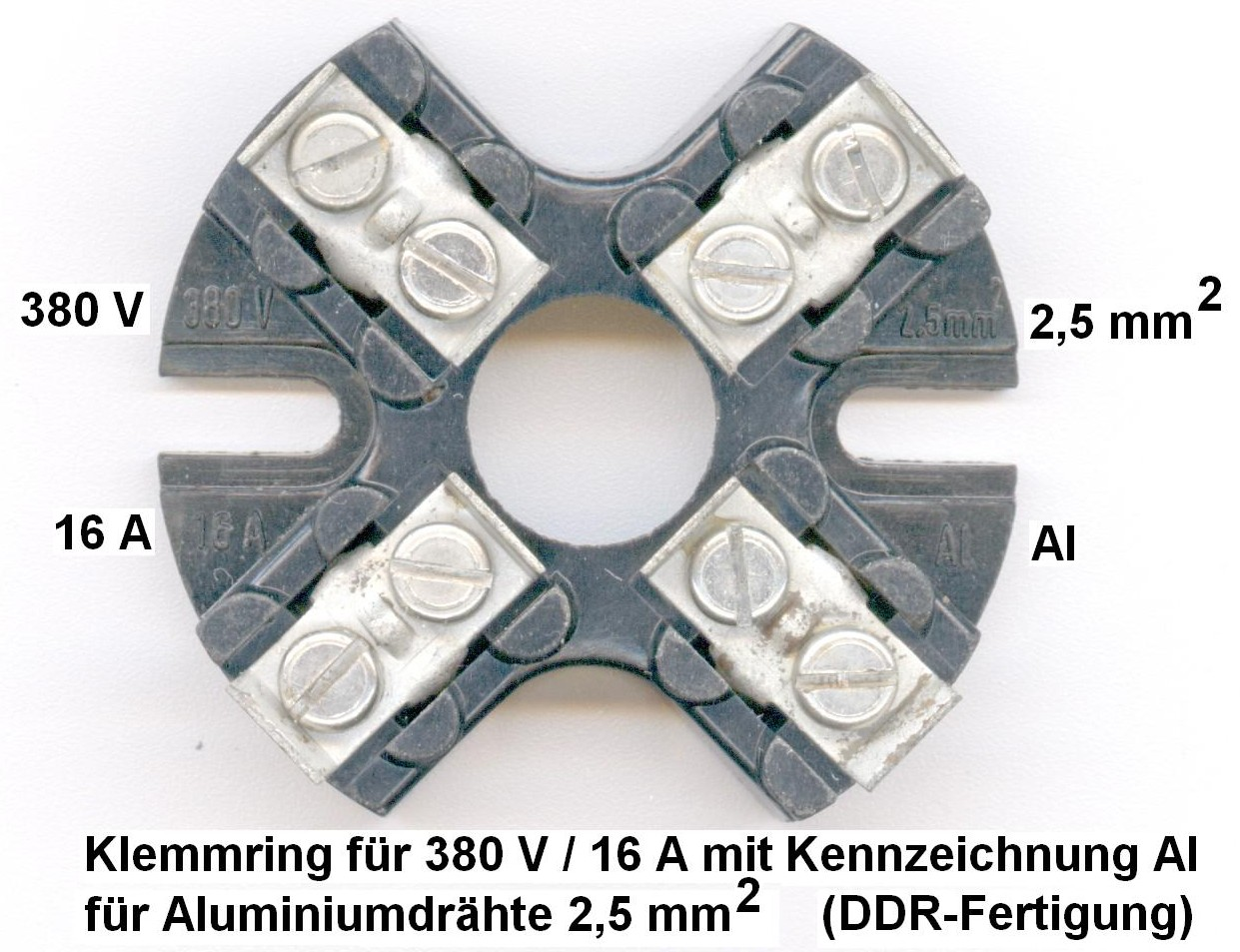
Auch für Aluminiumleiter zugelassener Klemmstein. Bauform für runde Verteilerdosen mit mittlerem Dorn, auf den der Klemmring gesteckt wird.

## Klemmsteine
Als Klemmstein wurden die früher üblichen Schraubklemmenblöcke mit Keramiktragkörper bezeichnet. Der Begriff wurde auch bei den später verwendeten Duroplasttragkörpern beibehalten und wird teilweise auch für die heute üblichen Reihenklemmen mit Plastwerkstoffträger benutzt.
Oft werden die Leiter in einer Abzweigdose jedoch mit Presshülsen verbunden. Diese Pressverbindungen waren insbesondere bei den früher verwendeten Leitungen aus Aluminium die einzige zuverlässige Art der Verbindung. Aluminiumleitungen stellen bei Reparaturen ein großes Problem dar, sie haben zwar Bestandsschutz, dürfen jedoch nicht mit den heute üblichen Klemmsteinen verbunden werden. Die früher für Aluminium zugelassenen Klemmsteine besaßen geringeren Klemmdruck, waren jedoch nicht zuverlässig. Darum werden Aluminiumleiter heute nicht mehr verwendet. Zum gemischten Verpressen von Aluminium- und Kupferleitern gibt es spezielle Presshülsen.
Eine weitere Verbindungstechnik sind Federkraftklemmen-Blöcke zum Verbinden mehrerer Einzelleiter. Einige Steckklemmen sind unter Verwendung von speziellen Kontaktpasten (Handelsname zum Beispiel Fa. WAGO „Alu-Plus-Kontaktpaste“) seitens der Hersteller auch für Aluminiumleiter und gemischte Verdrahtung von Aluminium- und Kupferadern zugelassen. Die Kontaktpaste enthält Schleifpartikel, welche bei der Einführung einer Aluminiumader deren Oxidschicht durchdringen und ein Kontaktfett, welches verhindern soll, dass Luft an die Klemmstelle gelangt.

## Normen und Richtlinien
In Deutschland sind für Verbindungen von Leitern in den Dosen normative Festlegungen zu beachten. Für lose isolierte Einzelklemmen als Schraubklemme gilt die DIN EN 60998-2-1 (VDE 0613-2-1) und für schraubenlose Klemmen die DIN EN 60998-2-2 (VDE 0613-2-2). In Installationsdosen dürfen gemäß DIN VDE 0606-1, Abschnitt 4.1.10 (lose isolierte) Einzelklemmen nur für Leiterquerschnitte von 1,5 mm² bis 4 mm² verwendet werden. Bei größeren Querschnitten sind für die Leitungsverbindungen Klemmen zu wählen, die in der Verbindungsdose in ihrer Lage fixiert sind.
Installationsdosen nach DIN VDE 0606-1 Verbindungsmaterial bis 690 V; Installationsdosen zur Aufnahme von Geräten und/oder Verbindungsklemmen (Abschnitt 4.4.1.5.) tragen im Inneren der Dose die Aufschriften der maximal anzuwenden Kenngrößen. Angeführt ist der Leiterquerschnitt (meist 1,5 mm² und 2,5 mm²) mit der jeweils maximal zulässigen Anzahl der Klemmen und Leiter.